# Mikael Appelgren
Mikael Appelgren (Stoccolma, 15 ottobre 1961) è un tennistavolista svedese, vincitore di tre campionati europei individuali (1982,1988 e 1990) e della Coppa del mondo individuale 1983.